# Psaliodes multilinea
Psaliodes multilinea là một loài bướm đêm trong họ Geometridae.